# Naysa Servicios Aéreos
Naysa Servicios Aéreos, S.L. (operando como NAYSA) es una aerolínea española que fue creada en 2022 y que obtuvo autorización de operador aéreo en julio de 2023. Opera en régimen de wet lease (alquiler de aeronaves con la tripulación incluida) y de franquicia vuelos interinsulares en las Islas Canarias y África para Binter Canarias con turbohélices ATR-72. 

## Historia
Naysa Servicios Aéreos fue creada el 28 de diciembre de 2022, con el objeto de realizar todas las actividades y operaciones del transporte aéreo, particularmente, el comercial por aviones civiles, regular y no regular, de personas, pasajeros, carga y correo, tanto convencionales
como paquetes turísticos y también la posesión y explotación de aeronaves. Adminstrada por FLAPA SL y 
RNR LAREINUAM y apoderados Jaime Hernández Martín, Carlos Cabrera Padrón, Juan Francisco Sanabria Rivero, Santiago Alfonso Guerra Medina, Yurena Castro Fuentes, María Lorena Rivas Rodríguez y Anselmo Alejandro Palacios Sánchez.
En julio de 2023 obtuvo el certificado de operador aéreo ES.AOC.162 por parte de la AESA.
Realizó su primer vuelo el 29 de junio de 2023 entre el aeropuerto de Gran Canaria y el de Fuerteventura.
El objetivo del grupo Binter es recrear la operación de la antigua aerolínea Navegación y Servicios Aéreos Canarios, subcontratándole la operación de los vuelos interinsulares de Canarias con turbohélices ATR-72 variante 600.
La antigua Naysa había desaparecido completamente el 27 de septiembre de 2017, cuando fue dividida en dos y fusionada por absorción con Binter Canarias y Canarias Airlines.

## Colaboraciones
Actualmente mantiene colaboraciones con Cicar el alquiler de coche de canarias, la cual esta asociada a Binter Canarias, actual dueña de Naysa, también cabe destacar colaboraciones externas con empresas y asociaciones como Tirma, aquabona y la asociación DyA 

## Flota
ATR-72/600: EC-MVI, EC-NGG, EC-NMF, EC-NQR, EC-NSF, EC-NSG, EC-NVC, EC-NVD, EC-OAM, EC-OAN, EC-OCL, EC-OGF.

## Destinos
- España

| Destinos      | Aeropuertos                                            |
| Canarias      | Canarias                                               |
| ------------- | ------------------------------------------------------ |
| El Hierro     | Aeropuerto de El Hierro                                |
| Fuerteventura | Aeropuerto de Fuerteventura                            |
| Gran Canaria  | Aeropuerto de Gran Canaria (hub)                       |
| La Gomera     | Aeropuerto de La Gomera                                |
| Lanzarote     | Aeropuerto César Manrique-Lanzarote (hub)              |
| La Palma      | Aeropuerto de La Palma                                 |
| Tenerife      | Aeropuerto de Tenerife Norte-Ciudad de La Laguna (hub) |
| Tenerife      | Aeropuerto de Tenerife Sur                             |